# La Famille Duraton
La Famille Duraton est un feuilleton radiophonique français créé par Radio-Cité en 1936 (sous son titre initial d'Autour de la table), et auquel participe à l'origine le comédien Noël-Noël. Il se poursuit dès 1948 sur Radio-Luxembourg,et sur Radio Monte Carlo puis sur Radio Andorre jusqu'en 1966.
Cette émission a été à l'origine de deux films français, La Famille Duraton en 1939 et Les Duraton en 1955, puis d'un film américain, Pris sur le vif (True to Life), en 1943.

## Historique
On prête l'origine de cette émission radiophonique à Jean Granier (1910-2001), fils de Saint-Granier (1890-1976), qui aurait constaté que tout ce qui se raconte en une seule soirée à la table familiale de l'acteur Noël-Noël pourrait fournir matière à près d'un mois de feuilleton radiophonique…
Par ailleurs, Jean-Jacques Vital, qui a fait le choix d'une carrière artistique en commençant à travailler à « Radio-Cité » (une radio dirigée par son oncle Marcel Bleustein-Blanchet[réf. souhaitée]), crée en janvier 1936 un feuilleton radiophonique sous forme d'une saga satirique autour d'une famille de Français moyens, qu'il appelle d'abord Autour de la table. Ce feuilleton est ensuite rebaptisé La Famille Duraton.
De 1948 à 1966, l'émission est reprise sur Radio-Luxembourg. Jean-Jacques Vital en fut le producteur, le scénariste et l'un des comédiens.
Parmi les protagonistes, il y eut Jean Granier, Ded Rysel, Yvonne Galli, Jane Sourza, Jean-Jacques Vital, Jacqueline Cartier, Jean Carmet, Jacqueline Monsigny, Lise Élina…
La série fut également reprise sur Radio Andorre[réf. souhaitée], où elle passait à 19 h 40. 

## Concept
Cette histoire simple de Français moyens plongés dans les péripéties de la vie quotidienne a été le trait d'union entre des millions de foyers en France à une époque où la télévision était inexistante puis peu répandue, et où la radio constituait le « divertissement familial » du soir par excellence.
Les Duraton sont en général en situation à la table familiale où ils échangent quelques propos au cours du dîner.
C'est en France l'ancêtre du soap opera. Notamment, l'émission était souvent précédée et suivie par des publicités pour des cosmétiques.

## Films dérivés
La Famille Duraton
Comédie familiale de Christian Stengel, sortie en 1939. Scénario de Jean Granier. Avec Jean-Jacques Vital (également producteur), Jean Granier, Noël-Noël, Jean Sinoël, Blanchette Brunoy, Jane Sourza, Alfred Adam, Jules Berry, Julien Carette, Marcel Vallée.
Pris sur le vif (True to Life)
Comédie hollywoodienne réalisée par George Marshall, sortie en 1943, avec Mary Martin, Franchot Tone, Dick Powell, Victor Moore, Mabel Paige.
Les Duraton
Comédie familiale d'André Berthomieu, sortie en 1955, avec Ded Rysel, Darry Cowl, Jane Sourza, Claude Nicot et Jean Carmet.